# Ice-Pick Lodge
Ice-Pick Lodge est un développeur de jeux vidéo russe fondé à Moscou en 2002 par Nikolay Dybowski. Le studio s'est fait connaître en Russie après avoir sorti son premier projet Pathologic.

## Jeux développés

### Publiés
- 2005 - Pathologic[2] (et un remaster en 2015, Pathologic Classic HD[3])
- 2008 - The Void[4],[5],[6]
- 2011 - Cargo! The Quest For Gravity[7]
- 2013 - Knock-Knock[8]
- 2019 - Pathologic 2[9]
- 2022 - Know By Heart[10],[11]

### En production
- Neuro Skazka[12]
- Franz[12]

## Prix
En 2005, Pathologic a remporté plusieurs prix en Russie : "Jeu de l'année" par le magazine Best Computer Games, "Meilleur jeu russe de l'année" par Gameslife et "Meilleur premier jeu de l'année" par Playground. Il a également été listé par Ixbt dans leur top 5 des meilleurs jeux de l'année, ainsi que dans le top 3 d'Igromania, aux côtés de Half-Life 2 et GTA:San Andreas. Pathologic et The Void ont remporté quant à eux, en 2005 et en 2007 respectivement, le prix du "jeu le moins conventionnel" lors de la Russian Game Developers Conference. Pathologic 2 a pour sa part remporté les prix d'"Excellence en Game Design", "Excellence en Narration Vidéoludique" et "Meilleur Jeu Desktop" au DEVgamm 2019, ainsi que le Grand Prix.